# Nuoto per salvamento ai Giochi mondiali 2022 - Staffetta 4×50 m mista femminile
La gara della staffetta 4×50 m mista femminile di nuoto per salvamento ai Giochi mondiali 2022 si è svolta l'11 luglio 2022 a Birmingham. Il programma non prevedeva turni preliminari ma solamente la finale.

## Risultati
| Pos | Nazione  | Tempo   |
| --- | -------- | ------- |
|     | Germania | 1:35.82 |
|     | Ungheria | 1:37.26 |
|     | Italia   | 1:37.90 |
| 4   | Polonia  | 1:40.25 |
| 5   | Francia  | 1:40.84 |
| 6   | Giappone | 1:41.61 |
| 7   | Spagna   | 1:42.15 |
| 8   | Belgio   | 1:43.18 |